# Vallée de l'Acre

Localisation de la vallée de l'Acre.

La vallée de l'Acre est une des deux mésorégions de l'État de l'Acre, au Brésil. Elle est formée par l'association de seize municipalités regroupées en trois microrégions. Elle recouvre une aire de 77 616 km2 pour une population de 488 751 habitants. La densité est de 6,30 hab./km2.
Elle est frontalière de la Bolivie et du Pérou. 

## Microrégions
- Brasiléia
- Rio Branco
- Sena Madureira

## Mésorégions limitrophes
- Vallée du Juruá (Acre)
- Sud de l'Amazonas (Amazonas)
- Madeira-Guaporé (Rondônia)